# 马塞尔·亚历山得利
馬塞爾·亞歷山德里（1895 年 7 月 23 日 - 1968 年 12 月 23 日）法國軍事家，曾在第一次世界大戰、第二次世界大戰和第一次印度支那戰爭中服役。二戰期間，他駐紮在法屬印度支那，負責管理法國政府在中國的事務以及擔任法國中國軍隊的最高統帥。